# Affaire Cremet
L'affaire Cremet est une affaire d'espionnage française qui met en cause le secrétaire général-adjoint du Parti communiste français, Jean Cremet. La Direction de la Sûreté générale apprend par plusieurs enquêtes que Cremet organise un réseau d'espionnage qui vise à faire fuiter à l'Union des républiques socialistes soviétiques des secrets militaires français. L'affaire marque l'entre-deux-guerres et participe du climat de crainte envers l'URSS et le PCF.

## Contexte
Après la Révolution russe et la Révolution d'Octobre qui s'ensuit, ainsi que la création du Parti communiste français en 1920, les services de sûreté nationale et de sécurité publique de la France craignent des opérations des communistes sur le territoire français. Des rapports de la Direction de la Sûreté générale d'août 1924 indiquent que des militants auraient livré des secrets militaires aux Soviétiques.
Les services sont ainsi agités par les rumeurs de collaboration entre l'URSS et le PCF,.

## Circonstances
Un rapport d'inspecteurs de police rapporte, le 26 février 1925, des allées et venues étranges d'une dénommée Louise Clarac entre le siège du Parti communiste français et l'ambassade de l'URSS en France. La police soupçonne Clarac de se livrer à des opérations d'espionnage pour le compte de la Russie soviétique, d'autant plus qu'elle a été, un jour, accompagnée d'une femme qui semble travailler à l'ambassade.
La filature organisée après février 1925 montre que Louise Clarac a un comportement des plus suspects : elle visite les arsenaux français, notamment ceux de Marseille, de Toulon et de Saint-Nazaire, et elle fait partie d'un réseau d'espionnage dirigé par Jean Cremet, secrétaire général adjoint du PCF et ami de Vladimir Ilitch Lénine. Un profilage de Clarac montre qu'elle s'est rendu à Moscou sur invitation du gouvernement en mai 1923, et qu'elle aurait pu accepter de travailler pour lui à ce moment-là.
Les services de contre-espionnage prennent Cremet en filature pendant plusieurs mois. L'enquête révèle un réseau de plus de 150 personnes, souvent recrutées dans les arsenaux et pouvant fournir des informations importantes relatives à la défense nationale. Le réseau est démantelé en 1927.

## Postérité
Jean Cremet se volatilise avant de pouvoir être jugé, s'échappant de France pour Moscou. Il rejoint l'Internationale communiste (Komintern) et disparaît au Moyen-Orient. Une chanson est écrite par les militants, « As-tu vu Cremet ? », pour narguer la police.
Octave Rabaté, qui a été accusé d'espionnage pendant l'affaire Cremet, entre en clandestinité en 1927 et se rend à Moscou, où il étudie au sein de l’École des cadres du régime. Pierre Provost est arrêté en avril 1927 et condamné à deux ans de prison pour espionnage.
La réputation du Parti communiste est touchée par l'affaire. Les réseaux soviétiques en France se réorganisent et se rencontrent moins avec ceux du PCF. Elle fragilise les relations franco-russes.
Plusieurs personnes impliquées dans l'affaire Cremet le sont également quelques années plus tard dans l'affaire Fantômas.